# Giraudia grisescens
Giraudia grisescens là một loài tò vò trong họ Ichneumonidae.